# Papa Štrumpf
Papa Štrumpf (fr.: Grand Schtroumpf, en.: Papa Smurf), muški izmišljeni lik iz Štrumpfova, njihov vođa. Sa svoje 542 godine (546 u filmu) treći je najstariji Štrumpf. Vrlo je energičan za svoje godine, a od ostalih Štrumpfova razlikuje se po crvenoj kapi i obući te po bijeloj bradi koja je bila smeđa dok je bio mlađi.
Papa Štrumpf je altruističan i mudar, uvijek zabrinut za dobrobit i sklad među Štrumpfovima. Ima umijeće izvođenja raznoraznih čarolija. Osim svoje kuće ima i laboratorij u kojem se bavi magičnom kemijom ili alkemijom kako bi pomogao Štrumpfovima i pobijedio zlo. Uvijek dovodi red među Štrumpfove kad se posvađaju.
U hrvatskoj sinkronizaciji Papa Štrumpfu glas posuđuje Ljubo Kapor.